# Rot-Weißes Riesengleithörnchen
Das Rot-Weiße Riesengleithörnchen (Petaurista alborufus) ist ein Gleithörnchen aus der Gattung der Riesengleithörnchen (Petaurista). Es ist über weite Teile der Volksrepublik China sowie im Norden Myanmars verbreitet. Innerhalb der Gattung ist es die größte Art und damit handelt es sich um eines der größten Hörnchen weltweit. Das auf der Insel Taiwan verbreitete und teilweise als Unterart des Rot-Weißen Riesengleithörnchens betrachteten Taiwan-Riesengleithörnchen wird mittlerweile als eigenständige Art eingestuft.

## Merkmale

### Allgemeine Merkmale
Das Rot-Weiße Riesengleithörnchen erreicht eine Kopf-Rumpf-Länge von 35 bis 58 Zentimetern sowie eine Schwanzlänge von 36 bis 40 Zentimetern bei einem Gewicht von etwa 1450 bis 1550 Gramm. Es ist damit das größte Hörnchen der Gattung und eines der größten Hörnchen überhaupt. Die Hinterfußlänge beträgt 78 bis 90 Millimeter, die Ohrlänge 47 bis 59 Millimeter. Die Weibchen sind etwas kleiner als die Männchen, ein darüber hinausgehender Sexualdimorphismus besteht nicht. Die Art ist gekennzeichnet durch einen großen Bereich heller Fleckung im Rückenfell, die sich durch ein Mosaik von weißen, hellroten und kastanienbraunen wolligen Haaren ergibt. Die Kehle ist weiß, der Bauch bräunlich, rosafarben oder weiß.
Wie alle Riesengleithörnchen hat es eine große und behaarte Flughaut, die Hand- und Fußgelenke miteinander verbindet und durch eine Hautfalte zwischen den Hinterbeinen und dem Schwanzansatz vergrößert wird. Die Flughaut ist muskulös und am Rand verstärkt, sie kann entsprechend angespannt und erschlafft werden, um die Richtung des Gleitflugs zu kontrollieren.

### Merkmale des Schädels
Die Gesamtlänge des Schädels beträgt 78 bis 83 Millimeter. Der Schädel ist kräftig gebaut und besitzt einen deutlich ausgeprägten Postorbitalfortsatz.

### Genetik
Das Rot-Weiße Riesengleithörnchen hat einen einfachen Chromosomensatz (n) von 19 und einen diploiden Chromosomensatz von 2n = 38, es besitzt also insgesamt 38 Chromosomen in jeder Zelle.

## Verbreitung

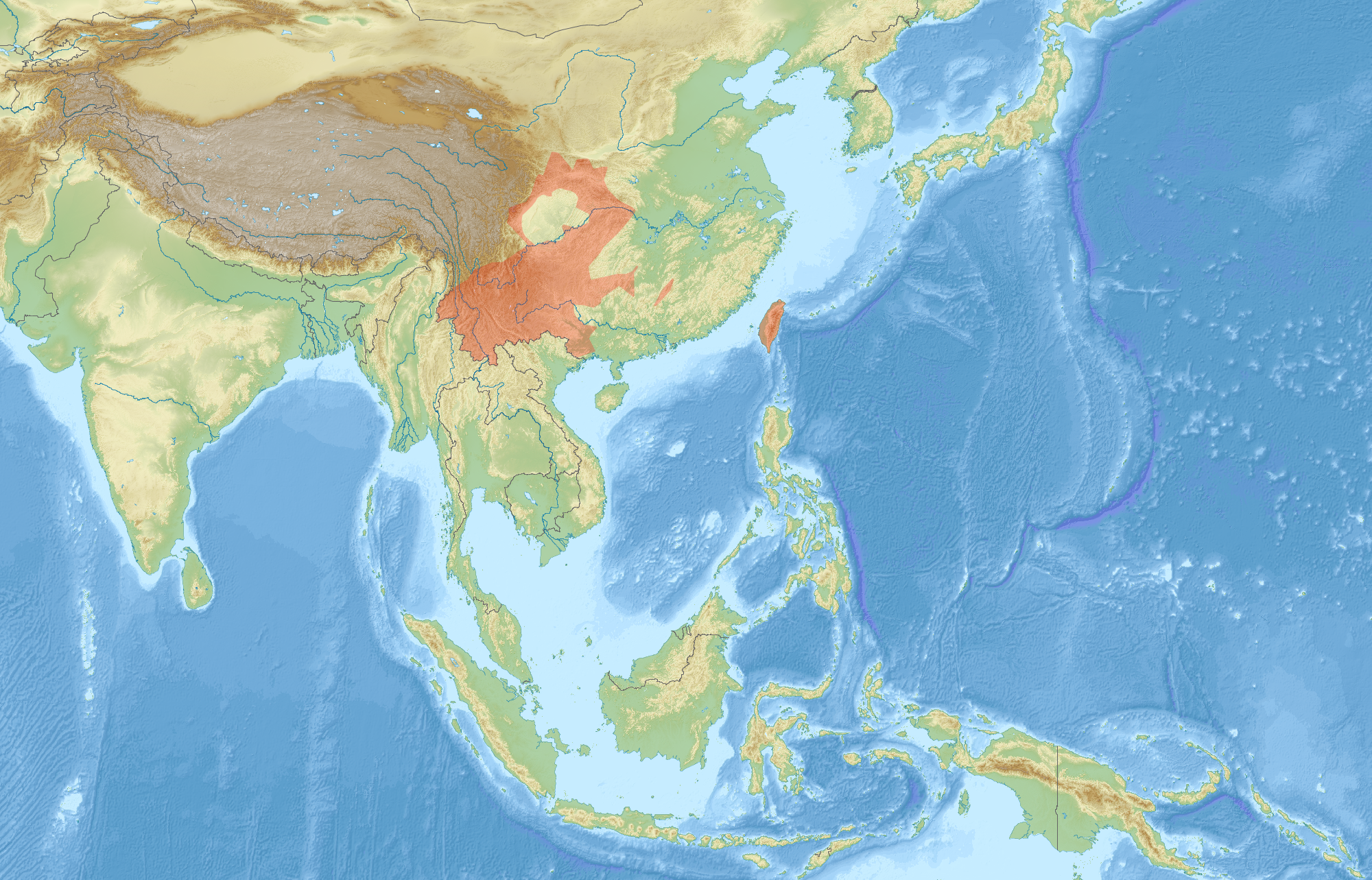
Verbreitungsgebiet des Rot-Weißen Riesengleithörnchens

Das Rot-Weiße Riesengleithörnchen kommt in weiten Teilen der Volksrepublik China, auf der Insel Taiwan sowie wahrscheinlich im Norden Myanmars vor. In China ist es in den Provinzen Shaanxi, Hunan, Guangxi, Sichuan, Gansu, Hubei, Guizhou und Yunnan anzutreffen. Die Ausdehnung des Verbreitungsgebietes in den Norden Myanmars wird angenommen, konnte aber bislang nicht belegt werden, da es keine Nachweise aus dieser Region gibt.
Die Höhenverbreitung der Art reicht von 800 bis 3500 Meter mit einem Verbreitungsschwerpunkt in Höhen von 2000 bis 3000 Metern. Sie lebt vor allem in dichten Bergwäldern und Kalksteinhängen. Dabei werden Laubwälder bevorzugt, deutlich seltener kommt es jedoch auch in Nadelwaldbeständen vor.

## Lebensweise
Das Rot-Weiße Riesengleithörnchen ist nachtaktiv und baut Nester in Baumhöhlen in höheren Bäumen sowie in Felsspalten. Wie alle anderen Flughörnchen ist auch diese Art in der Lage, weite Strecken gleitend zurückzulegen, indem sie von einem Baum abspringt. Dabei wurden Gleitflüge von mehr als 400 Metern dokumentiert. Die meisten Sichtungen der Art stammen aus Bäumen in Höhen von über 10 Metern, Sichtungen auf dem Boden oder in Höhen unter 3 Metern sind nicht dokumentiert.
In ihrem Verbreitungsgebiet lebt die Art teilweise sympatrisch mit dem Indischen Riesengleithörnchen (Petaurista philippensis), dem Schwarzweiß-Gleithörnchen (Hylopetes alboniger) und dem Komplexzahn-Gleithörnchen (Trogopterus xanthipes). Darüber hinaus lebt es im Süden Chinas auch sympatrisch mit dem etwas kleineren Taguan (Petaurista petaurista), der bevorzugt in Nadelwäldern vorkommt. Beide Arten kommen dabei in den gleichen Bäumen vor, wobei das Rot-Weiße Riesengleithörnchen höhere Bereiche einnimmt und damit die direkte Konkurrenz vermieden wird.

### Ernährung
Es ernährt sich omnivor vor allem von Eicheln, Nüssen, Früchten und Blättern, zudem von Insekten, deren Larven und wahrscheinlich auch von Vogeleiern.

### Fortpflanzung
Über die Fortpflanzung der Art liegen nur wenige Informationen vor. Die Paarungszeit liegt nach Beobachtungen im Juni und die Fortpflanzungsrate mit einem bis zwei Jungtieren pro Wurf sehr niedrig, auch im Vergleich zu anderen Arten der Gattung, bei denen zwei bis drei Jungtiere pro Wurf vorkommen.

## Systematik
Das Rot-Weiße Riesengleithörnchen wird als eigenständige Art innerhalb der Gattung der Riesengleithörnchen (Petaurista) eingeordnet, die insgesamt acht bis neun Arten enthält. Die wissenschaftliche Erstbeschreibung stammt von Alphonse Milne-Edwards aus dem Jahr 1870 anhand eines Individuums aus Muping im Kreis Baoxing in Sichuan, China.
Innerhalb der Art werden vier Unterarten unterschieden:
- Petaurista alborufus alborufa (Nominatform) im westlichen Sichuan sowie in Gansu; die Unterart ist erkennbar an rötlichen Haaren an den Füßen.
- Petaurista alborufus candidula
- Petaurista alborufus castanea im südlichen China vom Osten Sichuans nach Yunnan, Guishou und Hubei; die Unterart hat schwarze Haare an den Füßen und einen farbigen Ring an der Schwanzbasis.
- Petaurista alborufus leucocephala in Tibet; bei dieser Unterart ist der gesamte Kopf einschließlich der Ohrränder sowie weite Teile des Körpers weiß.

Petaurista alborufus ochraspis in Yunnan und Guangxi, wahrscheinlich auch im Norden Myanmars; auch diese Unterart hat rötliche Haare an den Füßen, zudem weiße Ringe am Schwanzansatz und einen ansonsten fast vollständig schwarzen Schwanz.
Für die Inselform Petaurista alborufus lena von Taiwan wurde auf der Basis karyologischer Merkmale wie der Größe des X-Chromosoms und der C-Banden der Chromosomen eine eigene Art vorgeschlagen, da sie sich von den Festlandformen deutlich unterscheidet. Dabei wird für Petaurista alborufus lena angenommen, dass sie sich deutlich früher von der gemeinsamen Stammart getrennt hat als die Festlandform Petaurista alborufus castaneus. Diese Trennung und Klassifizierung von P.a. lena als eigene Art P. lena wird auch durch molekularbiologische Merkmale unterstützt, wie Vergleiche der Cytochrom b-Sequenzen der mitochondrialen DNA belegen. Auf diese Grundlage wurde das Taiwan-Riesengleithörnchen (Petaurista lena) mittlerweile als eigene Art eingestuft.
Zudem wird vermutet, dass mutmaßliche Vertreter der Art aus den chinesischen Provinzen Qinghai und Gansu wahrscheinlich teilweise dem Chinesischen Riesengleithörnchen (Petaurista xanthotis) zuzuordnen sind.
Die in "Thorington et al. 2012 und Wilson & Reeder 2005" gelistete Unterart Petaurista alborufus ochraspis aus Yunnan und Guangxi sowie wahrscheinlich dem Norden Myanmars wird im Handbook of the Mammals of the World nicht mehr gelistet.

## Bestand, Gefährdung und Schutz
Das Rot-Weiße Riesengleithörnchen wird von der International Union for Conservation of Nature and Natural Resources (IUCN) aufgrund des großen Verbreitungsgebietes und der angenommenen großen Population als nicht gefährdet (least concern) eingestuft. Zudem kommt es in mehreren geschützten Gebieten vor, sodass ein starker Bestandsrückgang nicht erwartet wird. Genaue Angaben zu den Bestandsgrößen existieren nicht. Potenzielle Gefährdungsursachen sind nicht bekannt, nur auf Taiwan wird die Art bejagt.
Zur Identifikation des realen Verbreitungsgebietes wird weitere Forschung benötigt, zudem muss geklärt werden, ob die südlichen Vertreter tatsächlich dieser Art oder dem Chinesischen Riesengleithörnchen zuzuordnen sind.
Die Art ist in Europa beispielsweise im Tierpark Berlin vertreten.

## Belege
1. 1 2 3 4 5 6 7  Red and White Giant Flying Squirrel. In: Andrew T. Smith, Yan Xie: A Guide to the Mammals of China. Princeton University Press, 2008; S. 177. ISBN 978-0-691-09984-2.
2. 1 2 3 4 5 6 7 8  Richard W. Thorington Jr., John L. Koprowski, Michael A. Steele: Squirrels of the World. Johns Hopkins University Press, Baltimore MD 2012; S. 110–111. ISBN 978-1-4214-0469-1
3. 1 2  T. Oshida, Y. Obara, L.K. Lin, M.C. Yoshida: Comparison of banded karyotypes between two subspecies of the red and white giant flying squirrel Petaurista alborufus (Mammalia, Rodentia). Caryologia 53(3–4), 2000; S. 261–267. (Volltext)
4. 1 2 3 4  Petaurista alborufus in der Roten Liste gefährdeter Arten der IUCN 2013.2. Eingestellt von: A.T. Smith, C.H. Johnston, C.H., 2008. Abgerufen am 30. November 2013.
5. 1 2 3  Don E. Wilson & DeeAnn M. Reeder (Hrsg.): Petaurista alborufus in Mammal Species of the World. A Taxonomic and Geographic Reference (3rd ed).
6. 1 2 3  J.L. Koprowski, E.A. Goldstein, K.R. Bennett, C. Pereira Mendes: Red-and-white Giant Flying Squirrel Petaurista albiventer. In: Don E. Wilson, T.E. Lacher, Jr., Russell A. Mittermeier (Hrsg.): Handbook of the Mammals of the World: Lagomorphs and Rodents 1. (HMW, Band 6) Lynx Edicions, Barcelona 2016, ISBN 978-84-941892-3-4, S. 770–771.
7. ↑  Tatsuo Oshida1, Liang-Kong Lin, Ryuichi Masuda, Michihiro C. Yoshida: Phylogenetic Relationships among Asian species of Petaurista (Rodentia, Sciuridae), Inferred from Mitochondrial Cytochrome b Gene Sequences. Zoological Science 17(1), 2000; S. 123–128. doi:10.2108/zsj.17.123
8. ↑  Tatsuo Oshida, Can Ngoc Dang, Son Truong Nguyen, Nghia Xuan Nguyen, Hideki Endo, Junpei Kimura, Motoki Sasaki, Akiko Hayashida, Ai Takano, Yoshihiro Hayashi: Phylogenetics of Petaurista in Light of Specimens Collected from Northern Vietnam. Mammal Study 35(1), 2010: S. 85–91. doi:10.3106/041.035.0107
9. ↑  Song Li, Kai He, Fa-Hong Yu, Qi-Sen Yang: Molecular Phylogeny and Biogeography of Petaurista Inferred from the Cytochrome b Gene, with Implications for the Taxonomic Status of P. caniceps, P. marica and P. sybilla. PLOS ONE, 16. Juli 2013 doi:10.1371/journal.pone.0070461
10. ↑  https://www.zootierliste.de/?klasse=1&ordnung=113&familie=11305&art=55006310